# V-League
V-League este prima divizie vietnameză de fotbal. Înființată în 1890, în ligă evoluează 14 echipe. Numele de V-League este folosit din timpul sezonului 2000-2001, când competiția a primit calificativul de ligă profesionistă.

## Cluburi participante în 2010
- Becamex Bình Dương FC
- Ðồng Tâm Long An FC
- Đồng Tháp FC
- Hòa Phát Hà Nội
- Hoàng Anh Gia Lai
- Khatoco Khánh Hoà FC
- Lam Sơn Thanh Hóa FC
- Megastar Nam Định FC
- Navibank Sài Gòn FC
- SHB Ðà Nẵng FC
- Sông Lam Nghệ An FC
- Hà Nội T&T F.C.
- Xi Măng Hải Phòng FC
- XM The Vissai Ninh Binh

## Foste campioane
| Season  | Champion                    | Runner-up                   | Third Place           |
| ------- | --------------------------- | --------------------------- | --------------------- |
| 1980    | Tông Cuc Düòng Sát          | Công An Hà Nội              | Hải Quan              |
| 1981-82 | Câu Lac Bô Quân Dôi         | Quân Khu Thủ đô             | Công An Hà Nội        |
| 1982-83 | Câu Lac Bô Quân Dôi (2)     | Hải Quan                    | Cãng Hải Phòng        |
| 1984    | Công An Hà Nội              | Câu Lac Bô Quân Dôi         | Sở Công Nghiệp        |
| 1985    | Công Nghiệp Hà Nam Ninh     | Sở Công Nghiệp              | Cãng Sài Gòn          |
| 1986    | Cãng Sài Gòn                | Hãi Quan                    | Câu Lac Bô Quân Dôi   |
| 1987    | Câu Lac Bô Quân Dôi (3)     | Công Nhân Quảng Nam Đà Nẵng | An Giang              |
| 1989    | Đồng Tháp                   | Câu Lac Bô Quân Dôi         | Công An Hà Nội        |
| 1990    | Câu Lac Bô Quân Dôi (4)     | Công Nhân Quảng Nam Đà Nẵng | Hãi Quan              |
| 1991    | Hải Quan                    | Công Nhân Quảng Nam Đà Nẵng | Cãng Sài Gòn          |
| 1992    | Công Nhân Quảng Nam Đà Nẵng | Công An Hải Phòng           | Câu Lac Bô Quân Dôi   |
| 1993-94 | Cãng Sài Gòn (2)            | Công An Thành Phô´          | Câu Lac Bô Quân Dôi   |
| 1995    | Công An Thành Phô´          | Thùa Thiên Huế              | Cãng Sài Gòn          |
| 1996    | Đồng Tháp (2)               | Công An Thành Phô´          | Sông Lam Nghệ An      |
| 1997    | Cãng Sài Gòn (3)            | Sông Lam Nghệ An            | Câu Lac Bô Quân Dôi   |
| 1998    | Câu Lac Bô Quân Dôi (5)     | Công An Hà Nội FC           | Sông Lam Nghệ An      |
| 1999-00 | Sông Lam Nghệ An            | Công An Thành Phô´          | Công An Hà Nội FC     |
| 2000-01 | Sông Lam Nghệ An (2)        | ĐPM Nam Định FC             | Thể Công              |
| 2001-02 | Cãng Sài Gòn (4)            | Công An Thành Phô´          | Sông Lam Nghệ An      |
| 2003    | Hoàng Anh Gia Lai           | Gach Đồng Tâm Long An       | ĐPM Nam Định FC       |
| 2004    | Hoàng Anh Gia Lai (2)       | ĐPM Nam Định FC             | Gach Đồng Tâm Long An |
| 2005    | Gach Đồng Tâm Long An       | SHB Ðà Nẵng FC              | Becamex Bình Dương FC |
| 2006    | Gach Đồng Tâm Long An (2)   | Becamex Bình Dương FC       | Boss Bình Ðịnh F.C.   |
| 2007    | Becamex Bình Dương FC       | Gach Đồng Tâm Long An       | Hoàng Anh Gia Lai     |
| 2008    | Becamex Bình Dương FC (2)   | Gach Đồng Tâm Long An       | Xi Măng Hải Phòng FC  |
| 2009    | SHB Ðà Nẵng FC (2)          | Becamex Bình Dương FC       | Sông Lam Nghệ An      |
| 2010    | Hà Nội T&T (1)              | Hải Phòng F.C.              | Đồng Tháp F.C.        |

## Campionate după echipe
| Echipă                  | Campionate |
| ----------------------- | ---------- |
| The Cong-Viettel F.C    | 5          |
| Cãng Sài Gòn            | 4          |
| Hoàng Anh Gia Lai       | 2          |
| Gach Đồng Tâm Long An   | 2          |
| Sông Lam Nghệ An        | 2          |
| Đồng Tháp               | 2          |
| Becamex Bình Dương FC   | 2          |
| SHB Ðà Nẵng FC          | 2          |
| Hãi Quan                | 1          |
| Công Nghiêp Hà Nam Ninh | 1          |
| Công An Hà Nội          | 1          |
| Tông Cuc Düòng Sát      | 1          |
| Công An Thành Phô´      | 1          |
| Hà Nội T&T F.C.         | 1          |

## Golgeteri
| Sezon           | Nume                            | Echipă                           | Goluri | Meciuri | Goluri pe meci |
| --------------- | ------------------------------- | -------------------------------- | ------ | ------- | -------------- |
| 1980            | Lê Văn Đặng                     | Công an Hà Nội                   | 10     | 12      | 0,83           |
| 1981-82         | Võ Thành Sơn                    | Sở Công nghiệp TPHCM             | 15     | 19      | 0,79           |
| 1982-83         | Nguyễn Cao Cường                | CLB Quân Đội                     | 22     | 23      | 0,96           |
| 1984            | Nguyễn Văn Dũng                 | Công nghiệp Hà Nam Ninh          | 15     | 15      | 1,00           |
| 1985            | Nguyễn Văn Dũng                 | Công nghiệp Hà Nam Ninh          | 15     | 16      | 0,94           |
| 1986            | Nguyễn Văn Dũng Nguyễn Minh Huy | Công nghiệp Hà Nam Ninh Hải Quan | 12     | 17      | 0,71           |
| 1987            | Lưu Tấn Liêm                    | Hải Quan                         | 15     | 20      | 0,75           |
| 1989            | Hà Vương Ngầu Nại               | Cảng Sài Gòn                     | 10     | 15      | 0,67           |
| 1990            | Nguyễn Hồng Sơn                 | CLB Quân Đội                     | 10     | 15      | 0,67           |
| 1991            | Hà Vương Ngầu Nại               | Cảng Sài Gòn                     | 10     | 15      | 0,67           |
| 1992            | Trần Minh Toàn                  | Quảng Nam-Đà Nẵng                | 6      | 12      | 0,50           |
| 1993-94         | Nguyễn Công Long Bùi Sĩ Thành   | Bình Định Long An                | 12     | 10 11   | 1,20 1,09      |
| 1995            | Trần Minh Chiến                 | Công an Thành phố Hồ Chí Minh    | 14     | 15      | 0,93           |
| 1996            | Lê Huỳnh Đức                    | Công an Thành phố Hồ Chí Minh    | 25     | 27      | 0,93           |
| 1997            | Lê Huỳnh Đức                    | Công an Thành phố Hồ Chí Minh    | 16     | 22      | 0,73           |
| 1998            | Nguyễn Văn Dũng                 | Nam Định                         | 17     | 26      | 0,65           |
| 1999 Unofficial | Vũ Minh Hiếu                    | Công an Hà Nội                   | 8      | 8       | 1,00           |
| 1999-00         | Văn Sỹ Thuỷ                     | Sông Lam Nghệ An                 | 14     | 24      | 0,58           |
| 2000-01         | Đặng Đạo                        | Khánh Hoà                        | 11     | 18      | 0,61           |
| 2001-02         | Hồ Văn Lợi                      | Cảng Sài Gòn                     | 9      | 18      | 0,50           |
| 2003            | Emeka Achilefu                  | Nam Định                         | 11     | 22      | 0,50           |
| 2004            | Amaobi Uzowuru                  | Nam Định                         | 15     | 22      | 0,68           |
| 2005            | Kesley Alves                    | Bình Dương                       | 21     | 22      | 0,95           |
| 2006            | Elenildo De Jesus               | Thép Miền Nam Cảng Sài Gòn       | 18     | 24      | 0,75           |
| 2007            | Almeida                         | SHB Đà Nẵng                      | 16     | 26      | 0,62           |
| 2008            | Almeida                         | SHB Đà Nẵng                      | 23     | 26      | 0,89           |
| 2009            | Gaston Merlo Lazaro de Souza    | SHB Đà Nẵng Quân khu 4           | 15     | 26      | 0,58           |
| 2010            | Gaston Merlo                    | SHB Đà Nẵng                      | 19     | 25      | 0,76           |